# Разрыв матки
Разрыв матки— одно из самых тяжелых повреждений родовых путей, возникновение которых даже при своевременном распознавании и оказании медицинской помощи не всегда гарантирует сохранение жизни плода и пациентки. Осложнение сопровождается сильным кровотечением, тяжелым шоком (как травматическим, так и геморрагическим) может быть смертельно для человека.
По статистике, среди причин материнской смертности разрывы матки занимают 7-8-е место, а их частота составляет 0,1-0,5 % от всех родов. Наиболее распространенным фактором риска является рубец на матке после кесарева сечения.

## Классификация

##### По времени возникновения
- во время беременности;
- во время родов.

##### По этиологии и патогенезу
- самопроизвольные;
- насильственные (связаны с примененными вмешательствами или травмами)

##### По характеру повреждения
- полный разрыв;
- неполный разрыв.

##### По локализации
- в дне матки;
- в теле матки;
- в нижнем сегменте матки;
- отрыв матки от сводов влагалища.

##### По клиническому течению
- угрожающий разрыв;
- начинающийся разрыв;
- свершившийся разрыв.

## Этиология и патогенез
Существуют две основные теории разрывов матки:
1. В 1875 г. Бандль выдвинул механическую теорию разрывов, согласно которой, разрывы возникают вследствие пространственного несоответствия между предлежащей частью плода и тазом матери. Такие несоответствия могут возникать при гидроцефалии плода, крупном плоде, узком тазе, рубцовых сужениях шейки матки и влагалища, различных операциях, фиксирующих положение матки.
2. Вторую теорию выдвинули Н. З. Иванов в 1901 г. и Я. Д. Вербов в 1911 г., согласно которой основная причина разрывов — глубокие гистопатические изменения миометрия, возникающие в результате атрофических, дистонических и воспалительных процессов в миометрии. Основные причины гистопатических изменений включают рубец на матке после различных операций, многочисленные внутриматочные вмешательства, такие как инструментальные аборты, выскабливания, эндомиометрит, более четырёх родов в анамнезе, инфантилизм и аномалии развития половых органов, многоводие и многоплодие, предлежание или врастание плаценты, разрушающий пузырный занос.[4]

## Клиническая картина
При угрожающем разрыве матки при осмотре и объективном обследовании имеются характерные симптомы: бурная родовая деятельность, вытянутая в длину матка с отклоненным от средней линии дном, нижний сегмент матки резко растянут и истончен, при пальпации напряжен и резко болезнен, затруднено самопроизвольное мочеиспускание, при влагалищном исследовании края шейки матки отечны, свободно свисают во влагалище.
При начавшемся разрыве к симптомам угрожающего разрыва присоединяются признаки болевого шока, а также наружное кровотечение. У плода возникает тахикардия или брадикардия, повышается двигательная активность, появляется меконий в околоплодных водах.
При свершившемся разрыве матки роженица испытывает сильную режущую боль в животе, родовая деятельность сразу прекращается; роженица становится апатичной, кожный покров бледнеет, зрачки расширяются, глаза западают, возрастает ЧСС, снижается артериальное давление и наполнение пульса, появляется холодный пот, дыхание становится поверхностным, возникают тошнота, рвота и потеря сознания.

## Лечение
При появлении первых симптомов угрожающего разрыва матки немедленно заканчивают роды путем кесарева сечения. При начавшемся и совершившемся разрыве показана немедленная лапоротомия, в большинстве случаев выполняют органосохраняющую операцию, плод и послед извлекают, обследуют стенки матки, разрывы зашивают, проводят тщательную ревизию органов брюшной полости. Крайне редко выполняют гистерэктомию.